# 王冠草科
王冠草科也叫离柱花科，只有一属—王冠草属，约27种，都是仅仅生长在南美洲秘鲁、智利和阿根廷的沙漠干旱地带的特有品种。
以前的分类法一般将本科植物分入西番莲科，1981年的克朗奎斯特分类法单独列出一科，放在堇菜目下面，1998年根据基因亲缘关系分类的APG 分类法将其列入金虎尾目，2003年经过修订的APG II 分类法认为本科仍然可以选择性地和西番莲科合并。